# Cemitério de Ferreira do Alentejo
O Cemitério de Ferreira do Alentejo é uma infra-estrutura e um sítio arqueológico na vila de Ferreira do Alentejo, em Portugal. Situa-se no local onde antes se erguia um castelo, que foi demolido e substituído pelo cemitério no século XIX.

## História

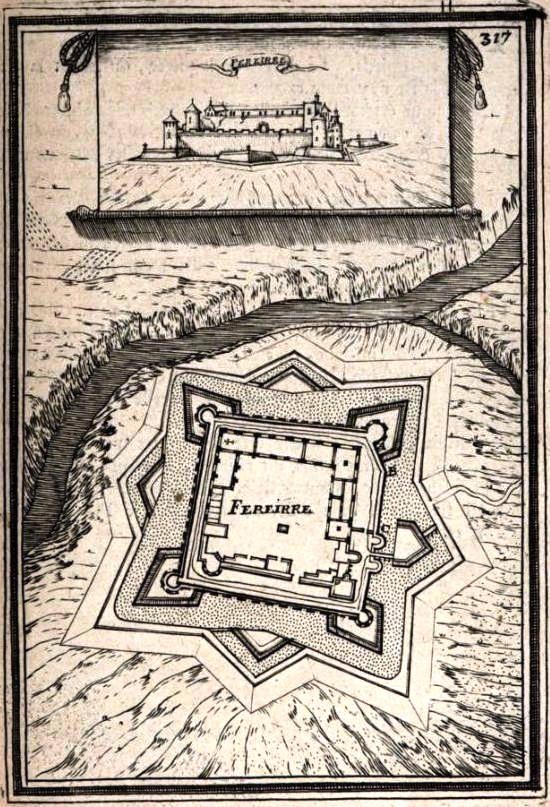
Diagrama do Castelo de Ferreira do Alentejo, com o nome de Fereirre, na obra Les Travaux de Mars, ou l'art de la guerre de Alain Manesson Mallet.

Uma das localizações apontadas para a antiga cidade romana de Singa teria sido atrás do local onde se situava o castelo. Com efeito, o castelo surge ligado à antiga cidade de Singa através de uma lenda popular, na qual em 405, nos finais do domínio romano, a cidade de Singa terá sido atacada pelos povos bárbaros, tendo uma mulher defendido a entrada do castelo com ferramentas de ferreiro, e que terá dado o nome à vila. Porém, alguns vestígios remetem a construção do castelo para o período muçulmano, tendo depois sido ampliado, com a construção das muralhas com barbacã e torres.
O castelo foi construído pela Ordem de Santiago da Espada, proprietária da região onde se situava a vila de Ferreira do Alentejo, no topo de uma colina. No entanto, a tradição popular aponta a fundação deste castelo por D. Gualdim Pais, mestre da Ordem dos Templários, em 1150. Do ponto de vista espiritual, o castelo pertencia ao bispado de Évora, enquanto que do ponto de vista militar era uma filial dos espatários de Alcácer do Sal, sendo em 1527 o alcaide Francisco Mendes do Rio, e em 1708 Baltazar Pereira do Lago.
Em 1800, o castelo já apresentava um avançado estado de ruína, estando ainda visíveis algumas das suas nove torres, o fosso e a barbacã. Por volta de 1839, a Junta de Paróquia ordenou que fosse demolido o castelo, e que o cemitério fosse construído no mesmo sítio. O escudo da Ordem dos Espatários, que estava originalmente à entrada do Castelo, foi colocado na entrada principal do cemitério.
Em 2006 e 2009 foram feitas pesquisas arqueológicas no local, no âmbito de programas de blocos de rega no concelho.

## Descrição
O castelo de Ferreira do Alentejo foi descrito como estando situado no alto de um monte cercado de muros, com uma barbacã e nove torres, sendo considerado inexpugnável. Um dos alcaides-mor do castelo foi Baltazar Pereira de Lagos.
Durante as análises arqueológicas na zona do cemitério foram encontrados alguns vestígios do período romano, nomeadamente fragmentos de cerâmica comum e vidrada, um pequeno tijolo, e partes de tégulas, numa área de cerca de 30 m². Também foram identificadas peças de cerâmica do período moderno e contemporâneo.